# Юджийн Садлър-Смит
Юджийн Садлър-Смит (на английски: Eugene Sadler-Smith) е английски учен, преподавател и писател на произведения в жанра книги за самопомощ.

## Биография и творчество
Юджийн Садлър-Смит е роден в Англия. Получава бакалавърска степен в университета в Лийдс. След дипломирането си, в периода 1987 – 1994 г. работи за „British Gas plc“. Заедно с работата си, в периода 1988 – 1992 г., следва и получава докторска степен от университета в Бирмингам с дисертация на тема „Индивидуални различия и дизайн на учебни материали“.
Той е професор по мениджмънт и организационна психология в Университета на Съри, в Гилфорд, Великобритания. Основна тема на неговите проучвания е ролята на интуитивните съждения в процеса на вземане на решения в сферата на мениджмънта и лидерството. Той е главен редактор на списание за управление на обучението и консултант на няколко други издания за образование и мениджмънт.
Резултатите от неговите изследвания в областта на интуицията са представяни в списание „Таймс“ и по радио Би Би Си.
Юджийн Садлър-Смит е автор на няколко книги. Най-известен е с книгата си за самопомощ „Интуитивният ум“. В нея дава съвети на читателите как да съчетаят аналитичното мислене и интуицията, за да успеят в обучението, бизнеса и личния живот, да вземат правилни решения и да се превърнат в лидери. Номинирана е за наградата „Книга на годината за управление“.
Сътрудник е на Кралското дружество на изкуствата (FRSA) и на Чартирания институт за персонал и развитие (FCIPD). Член е на Академията за социални науки (FAcSS)
Юджийн Садлър-Смит живее със семейството си в Гилфорд, Съри.

## Произведения
- Learning and Development for Managers (2006)
- Inside Intuition (2008)
- The Intuitive Mind (2009)
Интуитивният ум, изд. „Инициали“ (2019), прев. Миленка Костова
- Hubristic Leadership (2019)